# 突然変異
突然変異（とつぜんへんい、英: Mutation）とは、生物やウイルスがもつ遺伝物質の質的・量的変化。および、その変化によって生じる状態。
核・葉緑体において、DNA、あるいはRNA上の塩基配列に物理的変化が生じることを遺伝子突然変異という。染色体の数や構造に変化が生じることを染色体突然変異という。
細胞や個体のレベルでは、突然変異により表現型が変化する場合があるが、必ずしも常に表現型に変化が現れるわけではない。また、多細胞生物の場合、突然変異は生殖細胞で発生しなければ、次世代には遺伝しない。
表現型に変異が生じた細胞または個体は突然変異体（ミュータント、mutant）と呼ばれ、変異を起こす物理的・化学的な要因は変異原（ミュータゲン）という。個体レベルでは、発癌や機能不全などの原因となる場合がある。しかし集団レベルでみれば、突然変異によって新しい機能をもった個体が生み出されるので、進化の原動力ともいえる。
英語やドイツ語ではそれぞれミューテーション、ムタチオン、と呼び、この語は「変化」を意味するラテン語に由来する。

## 遺伝子突然変異
遺伝子突然変異は、DNA複製の際のミスや化学物質によるDNAの損傷および複製ミス・放射線照射によるDNAあるいは染色体の損傷、トランスポゾンの転移による遺伝子の破壊などによって引き起こされる。突然変異には、一つのヌクレオチドが別の塩基に変わる点変異や、一つから複数のヌクレオチドが挿入または欠失するものもある。
点変異はコドンの1番目のコードに変異が起きる場合と2・3番目のコードに起きる場合がある。前者と後者の変異がコードの場所に関係なく一律に起きるならば、2・3番目のコードに変異が起きて翻訳しても対応するアミノ酸が変化しないサイレント変異が、1番目のコードの変異より多く子孫に引き継がれていく。第1コードに変異があり、アミノ酸が変化したタンパク質は変異前の機能を保持できないことが多く、このような変異体は生存に不利になることが多いと考えられる一方で、このような変異が生存に有利となる場合もあり、そのような変異は進化の要因となりうる。

遺伝子をコードする領域以外（イントロン）の変異や、遺伝子内でもアミノ酸配列や転写量を変化させない場合はサイレント変異となる。
機能に影響がある点変異は、別のアミノ酸にコドンが変化する非同義変異、アミノ酸のコドンが終止コドンに変わるナンセンス変異、終止コドンがアミノ酸のコドンに変わる読み過ごし変異がある。三つのヌクレオチドで一つのアミノ酸をコードするため、挿入・欠失したヌクレオチドが3の倍数だとアミノ酸の挿入・欠失が起こり、そうでないときはコドンの読み枠がずれアミノ酸配列が大きく変わるフレームシフトなどが起こる。
国民のおよそ半分のDNAを集めたアイスランドにおいてアイスランド大学のカーリ・ステファンソン教授は親子のDNAを研究し、人間の場合は受精の瞬間に遺伝子に限らずDNA全体で平均約70.3個の突然変異が起こっているとしている。

## 分類
中立的突然変異
自然選択（自然淘汰）に有利でも不利でもなく、中立的な突然変異（ →「中立進化説」「分子時計」各項を参照）。
非表現突然変異
遺伝的レベルでは変異が起きているが、表現型ではわからない変異。
復帰突然変異
突然変異遺伝子が再び変異を起こして、元の遺伝子に戻る変異。
サプレッサ突然変異
抑圧遺伝子変異とも。tRNAのアンチコドンを変化させ終止コドンを認識できるようになり、アミノ酸鎖の合成が終了されなくなる変異。
適応的突然変異
ランダムに突然変異が起きるのではなく、周りの環境に適応して起こすと考えられた突然変異。現在では否定されている。

### 遺伝子突然変異
点突然変異
1個のヌクレオチドの置換または欠損または挿入の変異。
ミスセンス突然変異
コドン内の塩基の変化または置換により、本来入るべきものとは別のアミノ酸が合成されたポリペプチド中に入り、異常タンパク質が作られる突然変異。
ナンセンス突然変異
アミノ酸のコドンを終止コドンにする変異。
フレームシフト突然変異
塩基の挿入、欠失によってオープンリーディングフレームがずれる突然変異。

## 誘発要因
薬品による刺激や、電離放射線やイオンビームなど高エネルギー粒子が遺伝子を傷つけることで誘発（誘起）される。また、植物では栄養障害によっても誘発されることが報告されている。

## 染色体異常

染色体突然変異の図

染色体異常は、染色体の構造異常や、それに伴う障害が起こる変異である。染色体異常による突然変異には、染色体構造の変化や染色体数の変化などがある。

### 染色体構造の変化による突然変異
- 欠失 - 染色体の一部が失われる。
  - 例: 白いカラス、オレンジ色のモグラ、黒→白になった犬（ラブラドール・レトリバー種）
- 逆位 - 染色体の一部が通常の逆の向きになる。
- 重複 - 染色体の一部が重複する。
- 転座 - 染色体の一部が切れて、別の染色体に繋がる。

### 染色体数の変化による突然変異
- 倍数性 - 染色体数が2倍、3倍、4倍のように整数倍になる。
  - 種無しスイカ - 通常のスイカがゲノムの2倍の染色体を持つのに対し、3倍の染色体を持つ。
- 異数性 - 染色体数が1本または数本増減する。
  - ダウン症候群 - 21番染色体を1本余分に持つ。

## 影響
体細胞の突然変異は腫瘍の発症につながることがある。
生殖細胞が突然変異を起こし、それが無事に発生・成長すれば、その個体の全細胞のDNAが変異した状態となり、部位によっては親と異なる遺伝形質が発現することがある。さらにそれが子に遺伝し、幾世代に渡って変異が累積していけば、ついには別の種へと変化することになり、これが進化のプロセスの一つと考えられている。
細菌やウイルスは突然変異によりワクチンの型変化や治療薬への抵抗力を獲得することがあり、治療・予防を困難にしている。ただし細胞や個体が突然変異を起こしたとしても、細胞なら分裂能力、個体なら繁殖能力を持たない場合も多く、変異したものがその個体のみで終わる場合も少なくない。また個体の場合は、繁殖能力を持っていたとしても、必ずしも変異したDNA部分が遺伝されるわけではないので、やはり変異が遺伝されるとは限らない。

## 歴史
突然変異を発見し、命名したのはオランダの生物学者ユーゴー・ド・フリースで、1901年のことだった。ここから進化が突然変異によって起こるという突然変異説を提唱した。
突然変異を人為的に誘発できることを実験的に証明したのはハーマン・J・マラーである（ →「人為突然変異」項を参照）。マラーはショウジョウバエにX線を照射し、次世代の致死率を測ることにより、理論値から推測した。以後、生物学（遺伝学）では人為的に突然変異を誘導する変異導入により突然変異体を得て、その表現型を観察することで、遺伝子の機能を解析してきた。